# Катастрофа Як-42 под Валенсией
Катастрофа Як-42 под Валенсией — авиационная катастрофа, произошедшая в субботу 25 декабря 1999 года в районе Валенсии (Венесуэла) с самолётом Як-42Д Кубинских авиалиний, при этом погибли 22 человека.

## Самолёт
Як-42Д с заводским номером 4520424914068 и серийным 10-03 был выпущен Саратовским авиационным заводом в 1989 году. В 1991 году авиалайнер был продан на Кубу (из-за этого в некоторых источниках годом выпуска указан 1991), где получил бортовой номер CU-T1285 и начал эксплуатироваться в национальной авиакомпании Cubana de Aviación.

## Катастрофа
Самолёт выполнял международный пассажирский рейс CU310 из Гаваны (Куба) в Каракас (Венесуэла). Его экипаж состоял из 12 человек, в том числе командир Альберто Гарсиа Альмейда (исп. Alberto Garcia Almeida) и второй пилот Маркос Эррера Эрнандес (исп. Marcos Herrera Hernandez). В салоне находились 10 пассажиров из четырёх стран. Но аэропорт Каракаса был закрыт из-за сильных дождей, так как взлётно-посадочная полоса была залита водой. Все прибывающие в Каракас рейсы направлялись в Валенсию, в результате чего местный аэропорт оказался перегружен. Кубинский самолёт находился в зоне ожидания около 40 минут, прежде чем получил указание выполнять заход на посадку. Пилоты доложили о снижении высоты с 8000 до 4000 футов (с 2438 до 1219 метров), что стало последней радиопередачей с самолёта. В 20:18 местного времени (00:48 26 декабря GMT) отметка рейса 310 исчезла с экрана радиолокатора, а местные жители в это же время услышали взрыв и увидели пожар. В 12 километрах от аэропорта Валенсии и близ городка Бейума авиалайнер врезался в гору Сан-Луис (San Luis hill) и взорвался. Все 22 человека на борту погибли.
| Гражданство | Пассажиры | Экипаж | Всего |
| ----------- | --------- | ------ | ----- |
| Венесуэла   | 4         | 0      | 4     |
| Куба        | 4         | 12     | 16    |
| Нидерланды  | 2         | 0      | 2     |
| Итого       | 10        | 12     | 22    |

## Причины
Вскоре после катастрофы кубинское правительство заявило, что причиной крушения послужила плохая авионика Як-42, было принято решение прекратить эксплуатацию данных машин в стране.
По мнению экспертов, вероятной причиной катастрофы стала ошибка экипажа, плохо знавшего особенности аэропорта Валенсии.